# Thủy quân lục chiến

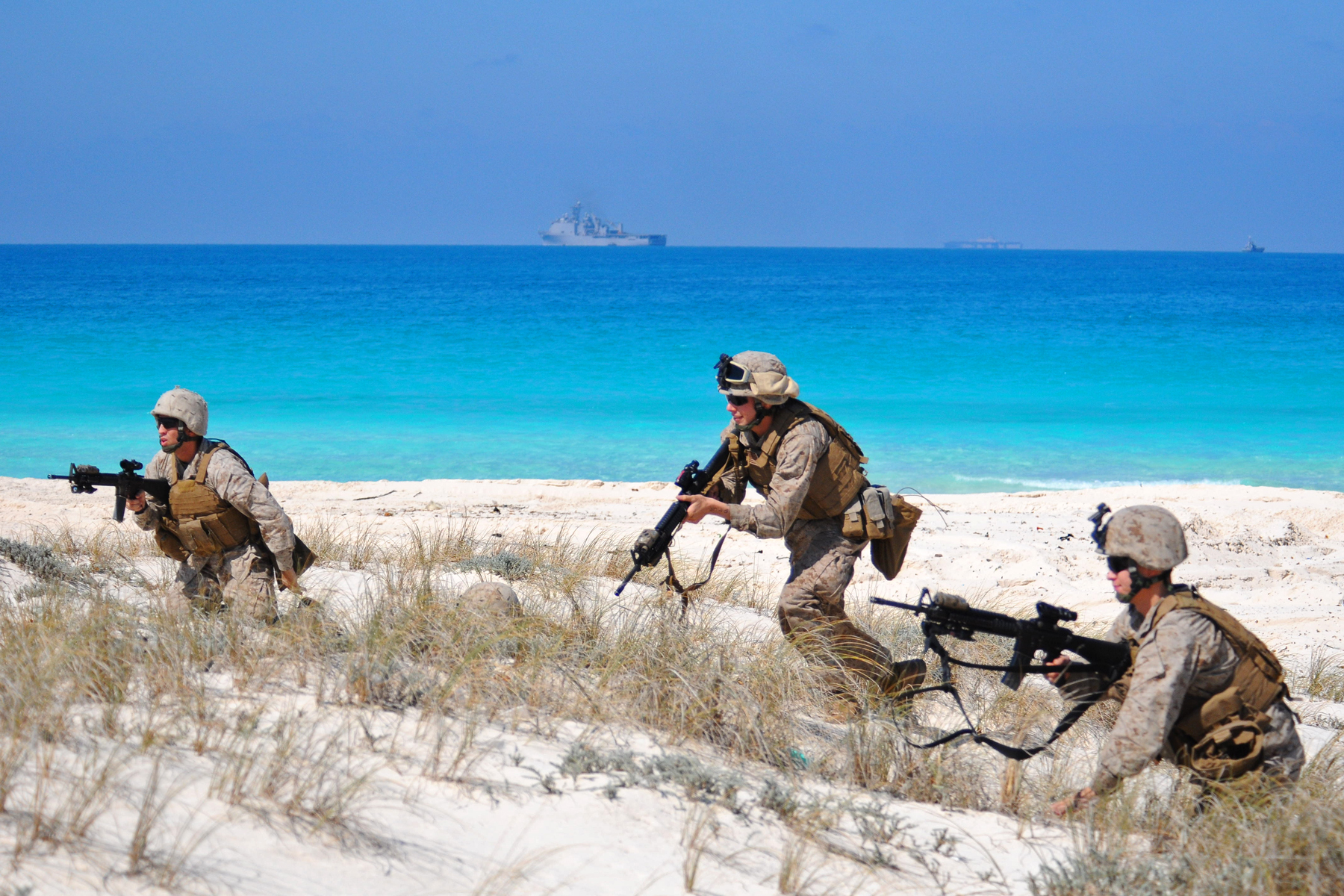
Một số lính Thủy quân Lục chiến thuộc Đơn vị Viễn Chinh Thủy quân Lục chiến số 22 của Mĩ

Thủy quân Lục chiến hay Hải quân đánh bộ (Tiếng Anh: Marines) là thành viên của lực lượng quân sự phục vụ với tư cách lực lượng vũ trang ngoại biên, là một đơn vị có nhiệm vụ thực hiện nhưng cuộc viễn chinh đổ bộ từ biển vào đất liền bằng chiến hạm.
Truyền thống xưa của Thủy quân Lục chiến là bảo vệ sĩ quan bộ chỉ huy của tàu chiến trong trường hợp có phiến loạn trên tàu.
Trong quân đội hiện đại, Thủy quân Lục chiến là những toán quân di động, với công tác đặc biệt trong những cuộc tấn công từ biển vào đất liền.

## Năm thành lập của một số lực lượng Thủy quân lục chiến
- 1537 - Infanteria de Marina - TQLC Tây Ban Nha
- 1622 - Troupes de marine - TQLC Pháp - trấn giữ đường Maginot
- 1664 - Royal Marines - TQLC Anh
- 1665 - Korps Mariniers - TQLC Hà Lan
- 1713 - La Marina Militare - TQLC Ý
- 1775 - United States Marine Corps - Thủy quân lục chiến Hoa Kỳ
- 1954 - Thủy quân lục chiến Việt Nam Cộng hòa
- 1958 - Thủy quân lục chiến Hoàng gia Thái Lan
- 1965 - Binh chủng Hải quân Đánh bộ, Quân đội Nhân dân Việt Nam